# Lange Rande
Lange Rande är en kulle i Schweiz.   Den ligger i distriktet Bezirk Schleitheim och kantonen Schaffhausen, i den norra delen av landet, 120 km nordost om huvudstaden Bern. Toppen på Lange Rande är 908 meter över havet, eller 129 meter över den omgivande terrängen. Bredden vid basen är 5,2 km.
Terrängen runt Lange Rande är huvudsakligen lite kuperad. Närmaste större samhälle är Schaffhausen, 8,8 km sydost om Lange Rande.
I omgivningarna runt Lange Rande växer i huvudsak blandskog. Runt Lange Rande är det ganska tätbefolkat, med 179 invånare per kvadratkilometer.